# Boxer (harcjármű)
A Boxer egy többcélú páncélozott harcjármű, amelyet egy német–holland konzorcium tervezett.
Moduláris felépítésének köszönhetően nem a gyártás pillanatában dől el, hogy mi lesz a jármű feladatköre, hanem bevetés előtt a feladatnak megfelelő modul telepíthető a bázisjárműre. A Boxert az ARTEC GmbH (armoured vehicle technology) gyártja, a programot az OCCAR (Organisation for Joint Armament Cooperation) irányítja. Az ARTEC GmbH egy müncheni központú közös vállalat, anyavállalatai német oldalról a Krauss-Maffei Wegmann GmbH és a Rheinmetall Military Vehicles GmbH, holland oldalról a Rheinmetall Defence Nederland B.V. Összességében a Rheinmetall részesedése a közös vállalatban 64%.

## Fordítás
Ez a szócikk részben vagy egészben  a   Boxer (armoured fighting vehicle) című angol Wikipédia-szócikk ezen változatának fordításán alapul.  Az eredeti cikk szerkesztőit annak laptörténete sorolja fel. Ez a jelzés csupán a megfogalmazás eredetét és a szerzői jogokat jelzi, nem szolgál a cikkben szereplő információk forrásmegjelöléseként.